# Королевский танковый полк
Королевский танковый полк (англ. Royal Tank Regiment, RTR) — старейшее формирование танковых войск в мире, образованное в Великобритании во время Первой мировой войны.
В наши дни является полком в составе 12-й бронетанковой бригады и входит в Королевский бронетанковый корпус. Раньше назывался Танковый корпус (Tank Corps) и Королевский танковый корпус (Royal Tank Corps, RTC). Последний по значимости среди кавалерийских полков Британской армии, уступает её Лёгкому драгунскому полку.

## История

### Первая мировая война
Первое применение танков британскими экспедиционными силами относится к сражению при Флер-Курселетт во время битвы на Сомме (сентябрь 1916 года), когда в бой были введены танки Mark I. Изначально танковые экипажи приравнивались к артиллеристам и получали соответствующий паёк и жалование. Шесть танковых рот были образованы как Тяжёлая секция Пулемётного корпуса. В ноябре 1916 года восемь рот были расширены до батальонов, обозначенных буквами от A до H, и составили Тяжёлую секцию Пулемётного корпуса, а к январю 1918 года появились ещё семь батальонов под буквами от I до O (вскоре им присвоили числовые обозначения). 28 июля 1917 года Тяжёлая секция была выведена из состава Пулемётного корпуса и стала Танковым корпусом (англ. Tank Corps). К декабрю 1918 года в Танковом корпусе было 26 батальонов, из них 25 были оснащены танками, а 17-й батальон с апреля 1918 года использовал бронеавтомобили. Первым командиром корпуса был Хью Эллис: в ноябре 1917 года Танковый корпус впервые вступил в бой в битве при Камбре.

### Межвоенные годы
После войны Танковый корпус был сокращён до четырёх батальонов: 2-й королевский танковый полк, 3-й королевский танковый полк, 4-й королевский танковый полк и 5-й королевский танковый полк. 18 октября 1923 года Танковый корпус получил название «королевский» и стал называться Королевским танковым корпусом (англ. Royal Tank Corps), главнокомандующим стал король Георг V. В то же время корпусу присвоили девиз «Ничто не устрашит» (англ. Fear Naught), чёрные береты и собственную эмблему в виде ромбовидного танка. В 1933 году в Египте был создан 6-й королевский танковый полк после объединения 3-й и 5-й бронетанковых рот Регулярной армии. В 1934 году в Англии был образован 1-й лёгкий батальон из личного состава 2-го, 3-го и 5-го батальонов. Незадолго до войны в 1937 году появился 7-й, а в 1938 году — 8-й батальон. Во второй половине 1938 года шесть пехотных батальонов Территориальной армии преобразовали в танковые, а в 1939 году в связи с удвоением Территориальной армии появились ещё шесть батальонов.
| Батальон                                                                                             | Предшественник                                                           |
| --- | ------------------------------------------------------------------------ |
| 40-й (Его Величества) батальон Королевского танкового корпуса                                        | на основе 7-го батальона Его Величества Ливерпульского полка             |
| 41-й (Олдемский) батальон Королевского танкового корпуса                                             | на основе 10-го батальона Манчестерского полка                           |
| 42-й (7-й Восточно-Суррейский и 23-й Лондонский) батальон Королевского танкового корпуса             | на основе 7-го (23-го Лондонского) батальона Восточно-Суррейского полка  |
| 43-й (6-й городской Королевских нортумберлендских фузилёров) батальон Королевского танкового корпуса | на основе 6-го батальона Королевских нортумберлендских фузилёров         |
| 44-й батальон Королевского танкового корпуса                                                         | на основе 6-го батальона Глостерширского полка                           |
| 45-й (Лидских стрелков) батальон Королевского танкового корпуса                                      | на основе 7-го Лидского стрелкового батальона Западно-Йоркширского полка |
| 46-й (Ливерпульский валлийский) батальон Королевского танкового корпуса                              | дубликат 40-го полка                                                     |
| 47-й (Олдемский) батальон Королевского танкового корпуса                                             | дубликат 41-го полка                                                     |
| 48-й батальон Королевского танкового корпуса                                                         | дубликат 42-го полка                                                     |
| 49-й батальон Королевского танкового корпуса                                                         | дубликат 43-го полка                                                     |
| 50-й батальон Королевского танкового корпуса                                                         | дубликат 44-го полка                                                     |
| 51-й (Лидских стрелков) батальон Королевского танкового корпуса                                      | дубликат 45-го полка                                                     |

В корпусе служили солдаты ростом от 162,5 см и выше. Срок службы составлял 6 лет в регулярных войсках и 6 лет в запасе. Их обучение длилось восемь месяцев в лагере Бовингтон в Дорсете. В 1920-е годы в Танковом корпусе были 20 бронеавтомобильных рот, из них 12 в регулярных войсках (образованы из частей Пулемётного корпуса) и 8 в Территориальной армии (образованы на основе бывших йоменских полков). 8 рот регулярных войск были преобразованы в отдельные роты лёгких танков, а к началу Второй мировой войны все 12 были расформированы. С 4 апреля 1939 года корпус стал Королевским танковым полком (англ. Royal Tank Regiment) и вошёл в состав Королевскиого бронетанкового корпуса: были восстановлены восемь йоменских бронеавтомобильных рот, вошедших в Королевский бронетанковый корпус.

### Вторая мировая война

Вооружение полка в разные годы
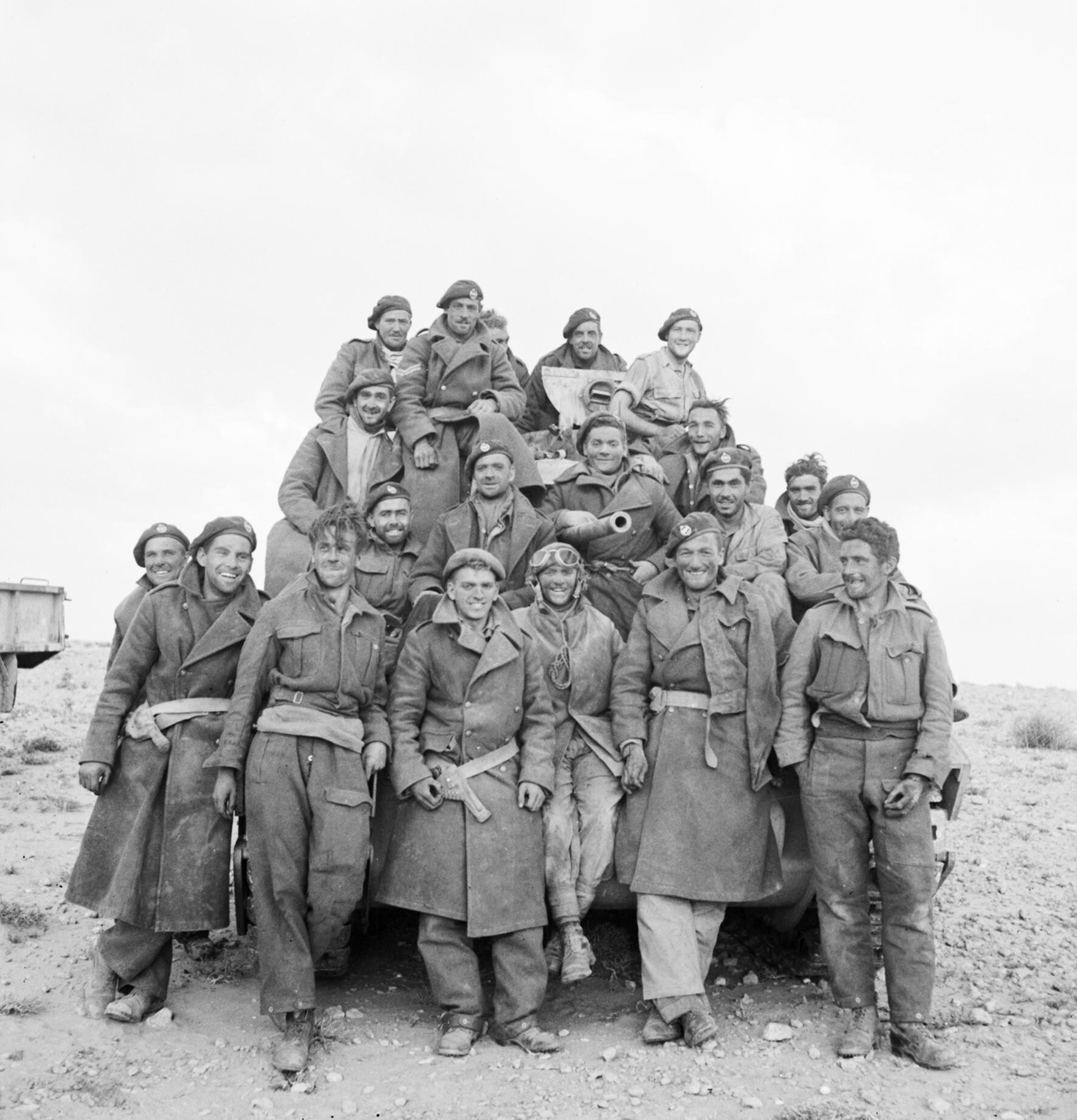
Личный состав Королевского танкового полка спереди танка «Матильда» в Северной Африке, 1941 год
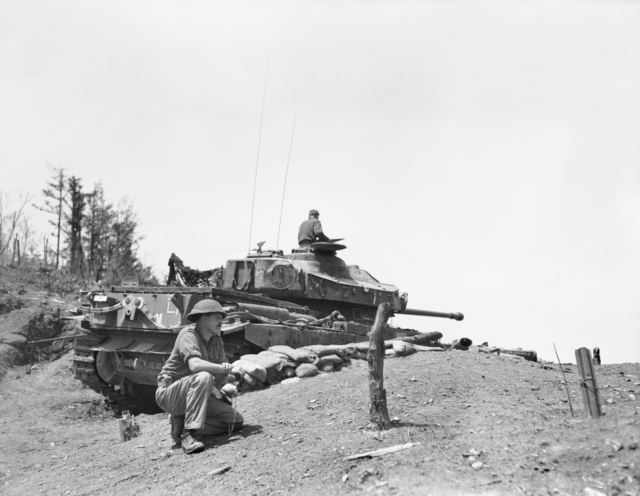
Танк «Центурион» в Корее, май 1953 года
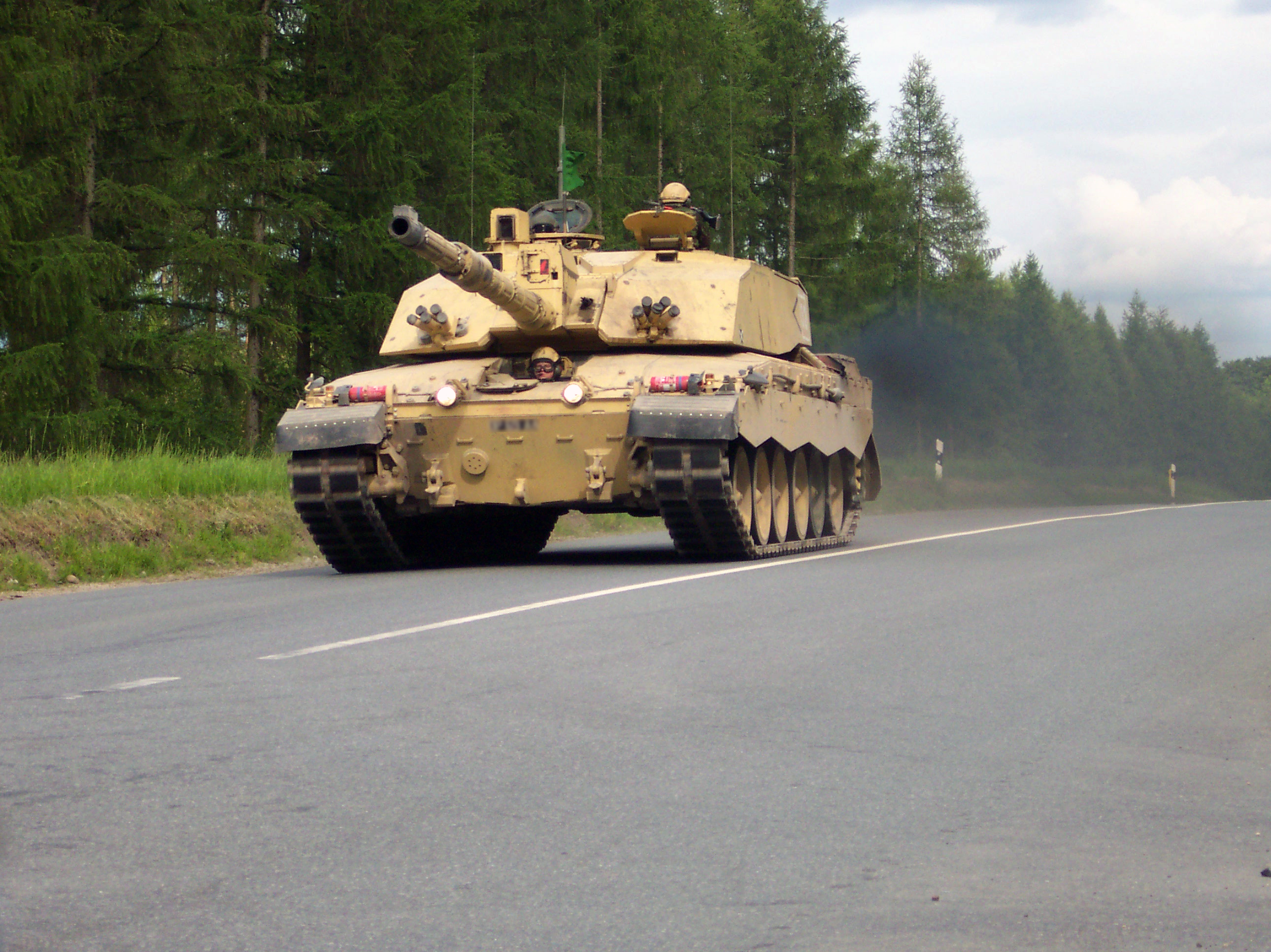
Челленджер 2 2-го королевского танкового полка на учениях в Германии, 2004 год

По состоянию на 1 сентября 1939 года в составе полка было 20 батальонов (8 батальонов регулярной армии и 12 батальонов территориальной армии).
- Регулярные войска
  - Тяжёлая бронетанковая бригада (Египет)[англ.]: 1-й и 6-й[англ.] королевские танковые батальоны[9]
  - 1-я тяжёлая бронетанковая бригада[англ.]: 2-й, 3-й и 5-й[англ.] королевские танковые батальоны[10]
  - 1-я армейская танковая бригада[англ.]: 4-й, 7-й[англ.] и 8-й[англ.] королевские танковые батальоны[11]
- Территориальная армия
  - 21-я армейская танковая бригада[англ.]: 42-й[англ.], 44-й[англ.] и 48-й[англ.] королевские танковые батальоны[12]
  - 23-я армейская танковая бригада[англ.]: 40-й[англ.], 46-й[англ.] и 50-й[англ.] королевские танковые батальоны[13]
  - 24-я армейская танковая бригада[англ.]: 41-й[англ.], 45-й[англ.] и 47-й[англ.] королевские танковые батальоны[14]
  - 25-я армейская танковая бригада[англ.]: 43-й[англ.], 49-й[англ.] и 51-й[англ.] королевские танковые батальоны[15]

В годы войны были созданы дополнительно четыре батальона: 9-й, 10-й, 11-й и 12-й. 11-й королевский танковый полк вошёл в состав 79-й бронетанковой дивизии, в парк бронетехники которой вошли так называемые «Игрушки Хобарта» — специализированные образцы бронетехники, участвовавшие в Нормандской и Рейнской операциях (в том числе и амфибии типа Landing Vehicle Tracked, и танки с прожекторами типа Canal Defence Light). В составе эскадрона C 11-го танкового батальона через Рейн перебрался и Уинстон Черчилль. Помимо этих двух операций, полк также участвовал в Дюнкеркской операции, второй битве при Эль-Аламейне, Итальянской и Бирманской кампаниях. Полковой чёрный берет часто носил фельдмаршал сэр Бернард Лоу Монтгомери, пришив к берету значок полка рядом с кокардой фельдмаршала.

### Послевоенные годы
По окончании Корейской войны полк был сокращён. Так, в 1959—1960-е годы исчезли 6-й, 7-й и 8-й полки, вошедшие в состав 3-го, 4-го и 5-го полков соответственно. В 1969 году был расформирован 5-й полк, а в 1992 году — 4-й и 3-й полки, объединившиеся с 1-м и 2-м соответственно. 2 августа 2014 года 1-й и 2-й полки в лагере Булфорд объединились в единый батальон, сохранивший наименование Королевского танкового полка. Два полка участвовали в миссиях в Боснии и Герцеговине, Косово, Афганистане и Ираке, последний раз побывав в Афганистане в 2013 году.

## Текущий статус

### ВВТ и ОШС

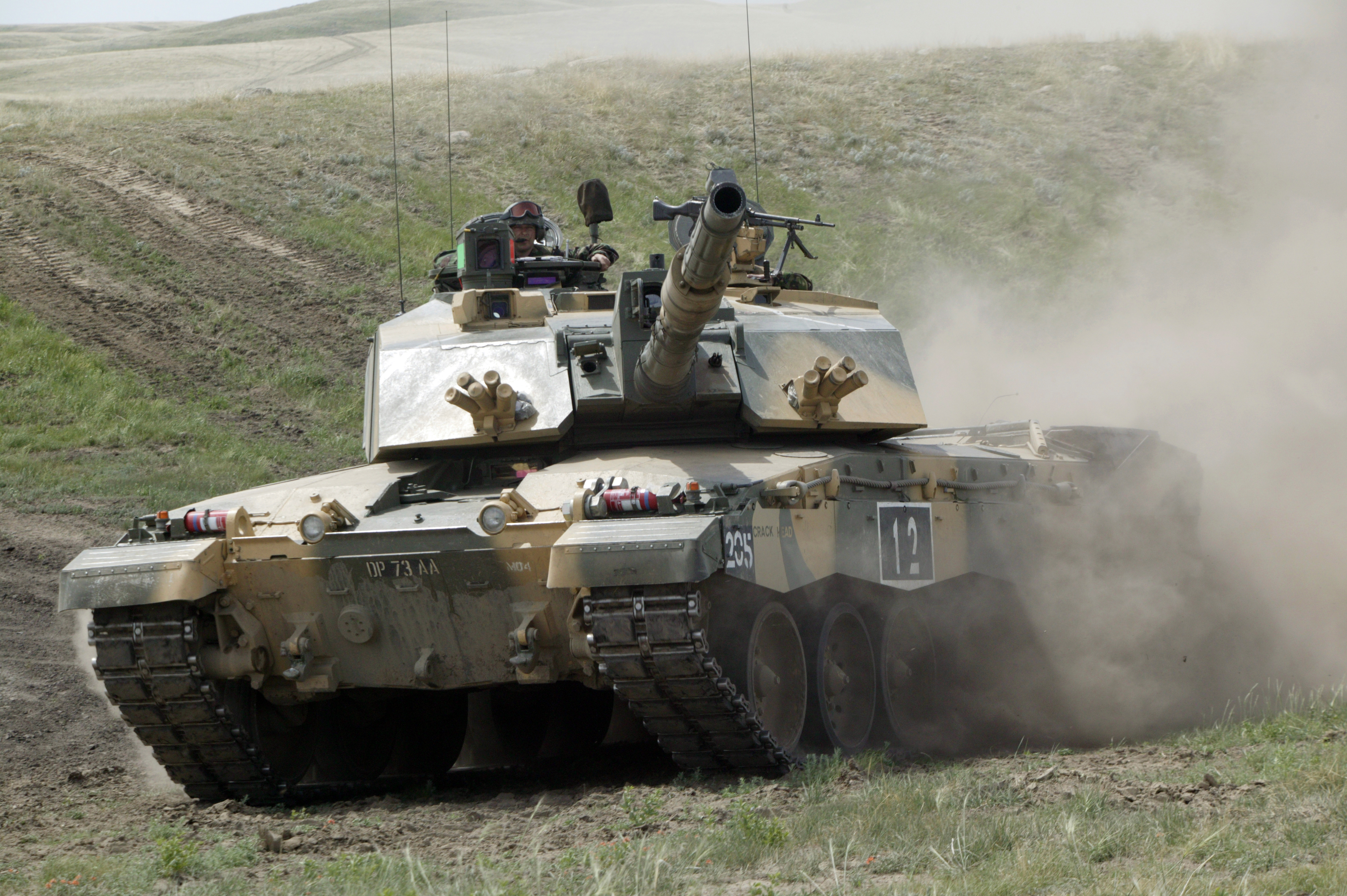
ОБТ «Челленджер 2»
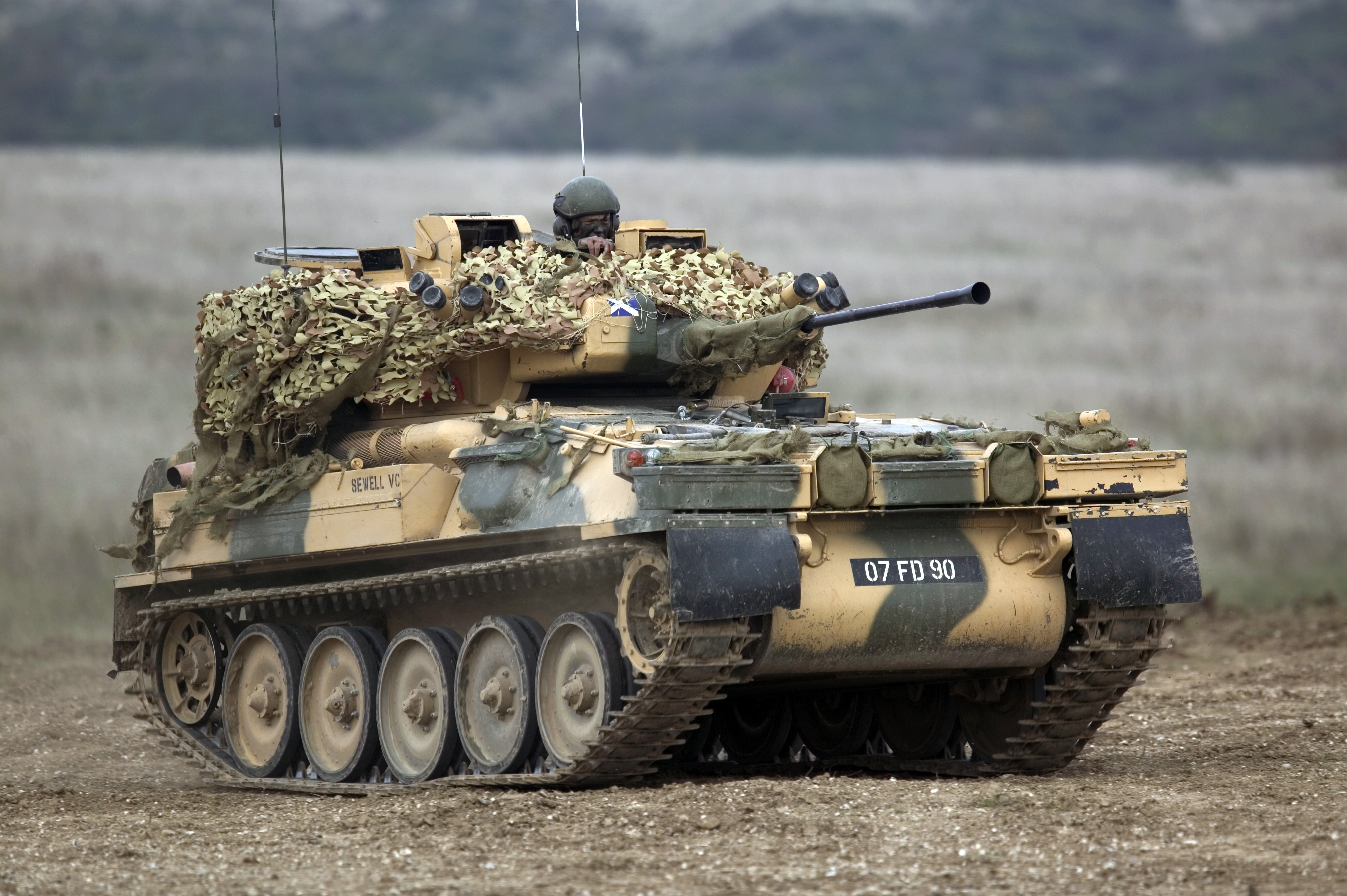
БРМ «Скимитар»
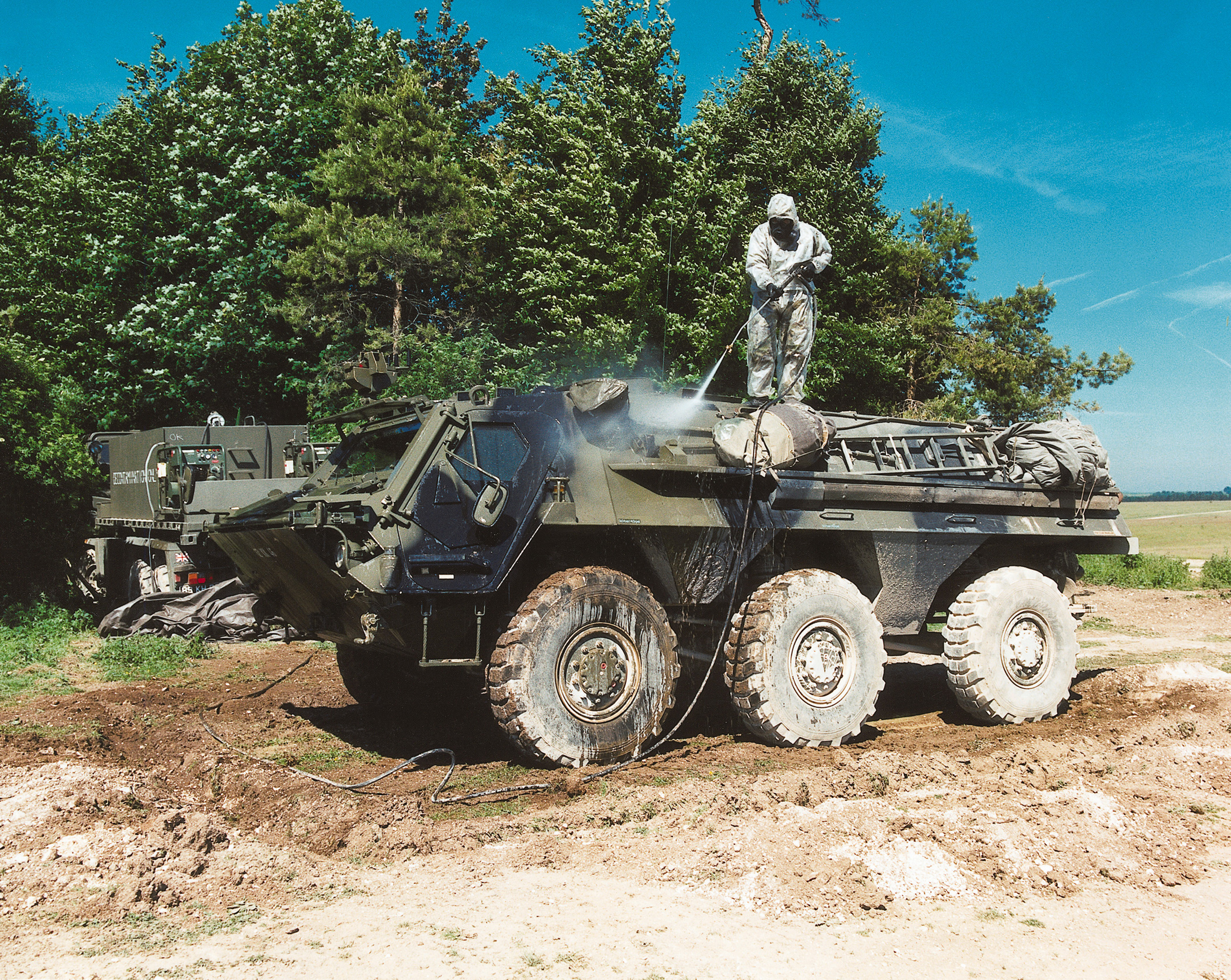
БТР «Фукс»

Основной боевой танк, используемый вооружёнными силами Великобритании — Challenger 2, состоящий и на вооружении Королевского танкового полка.. Помимо этого, в составе полка есть эскадрон РХБ разведки, оснащённый немецкими бронеавтомобилями «Фукс». Всего полк насчитывает шесть эскадронов и 586 человек личного состава на 2018 год.
- AJAX — танковый эскадрон (Challenger 2)
- BADGER — танковый эскадрон (Challenger 2)
- CYCLOPS — танковый эскадрон (Challenger 2)
- DREADNAUGHT — командно-разведывательный эскадрон
- EGYPT — штабной эскадрон
- FALCON — эскадрон РХБ разведки (в составе 22-го инженерного полка[англ.])

## Боевые почести

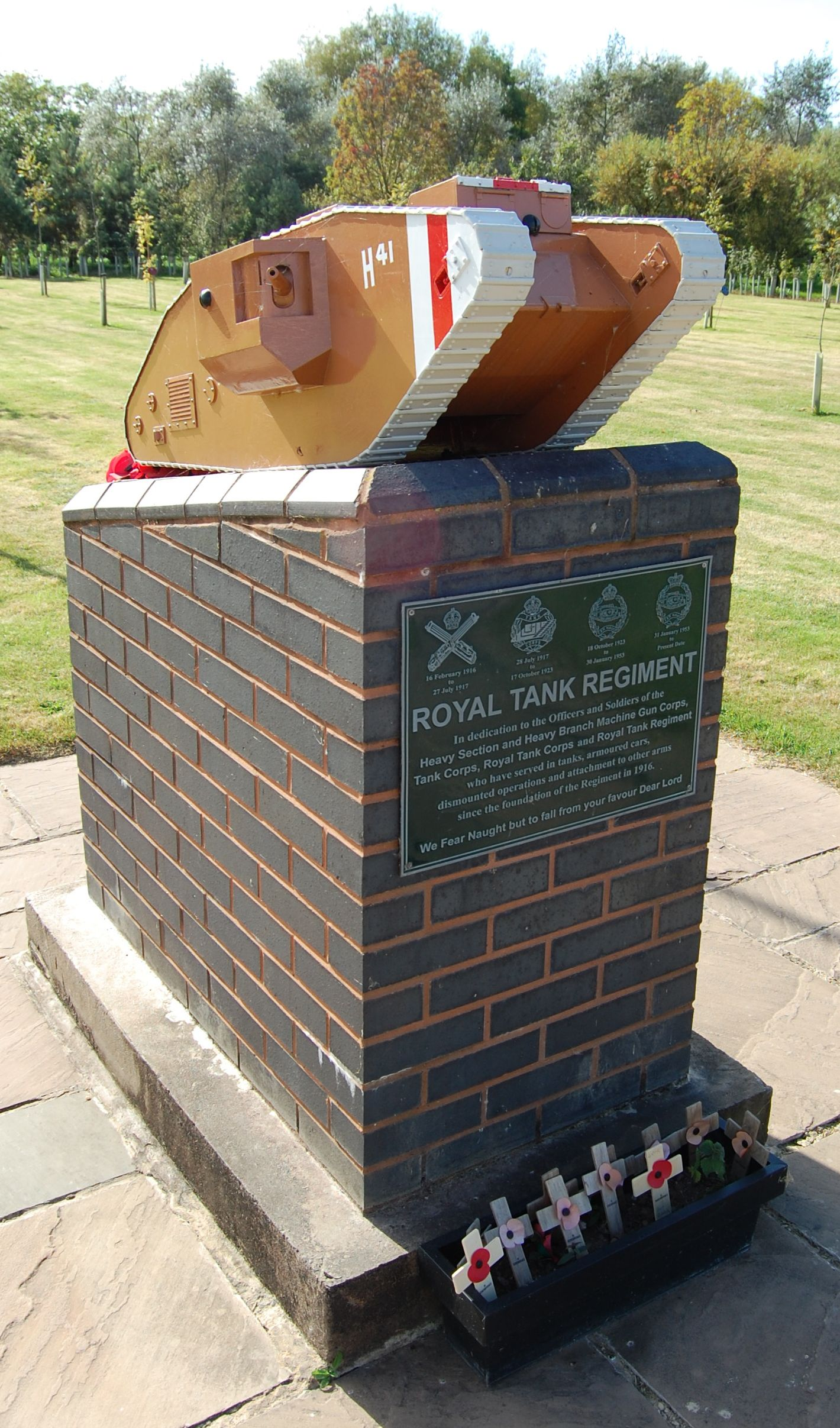
Памятник Королевскому танковому полку в Национальный мемориальный дендрарий

Полку отданы следующие боевые почести, упоминания о которых наносятся на его знамя:

### Первая мировая война
- Somme 1916 '18, Arras 1917 '18, Messines 1917, Ypres 1917, Cambrai 1917, St. Quentin 1918, Villers Bretonneux, Amiens, Bapaume 1918, Hindenburg Line, Épéhy, Selle, France and Flanders 1916-18, Gaza

### Вторая мировая война
- Французская кампания
  - Битва при Аррасе, Осада Кале, Битва за Дюнкерк
- Североафриканская кампания
  - Ливийская операция, Битва за Беда-Фомм, Битва за Сиди-Сулейман, Битва за Тобрук, Североафриканская операция, Belhamed, Gazala, Cauldron, Knightsbridge, Defence of Alamein Line, Alam el Halfa, El Alamein, Mareth, Akarit, Fondouk, El Kourzia, Medjez Plain, Tunis
- Sicily 1943
  - Primosole Bridge, Gerbini, Adrano
- Italy 1943-45
  - Sangro, Salerno, Volturno Crossing, Garigliano Crossing, Anzio, Advance to Florence, Gothic Line, Coriano, Lamone Crossing, Rimini Line, Argenta Gap
- North-West Europe 1944-45
  - Odon, Caen, Bourguébus Ridge, Mont Pincon, Falaise, Nederrijn, Scheldt, Venlo Pocket, Rhineland, Rhine, Bremen
- Восточноафриканская кампания
- Греческая операция
- Бирманская кампания

### Послевоенные годы
- Корейская война 1951-53
- Битва за Басру, Ирак 2003[23]

## Командиры полка
Список командиров Королевского танкового полка с 1917 года:
| Имя                                                | Командир              | Представитель |
| -------------------------------------------------- | --------------------- | ------------- |
| Генерал-майор сэр Джон Каппер                      | 1917—1923             |               |
| Генерал-майор сэр Джон Каппер                      | 1923—1934             |               |
| Генерал-майор сэр Эрнест Суинтон                   | 1934—1938             | 1934—1938     |
| Фельдмаршал сэр Арчибальд Монтгомери-Массингберд   | 1934—1939             |               |
| Генерал сэр Хью Эллис                              | 1934—1945             | 1939          |
| Генерал-майор Джордж Линдси                        | 1938—1947             | 1940—1943     |
| Генерал-лейтенант сэр Чарльз Броуд                 | 1939—1948             | 1944—1947     |
| Фельдмаршал сэр Бернард Монтгомери, виконт Аламейн | 1939—1948             | 1944—1947     |
| Генерал-майор сэр Перси Хобарт                     | 1947—1951             | 1948—1951     |
| Генерал сэр Джон Крокер                            | 1949—1961             |               |
| Генерал майор Н. У. Данкан                         | 1952—1959             | 1952—1957     |
| Генерал-майор Генри Фут                            | 1957—1964             | 1958—1961     |
| Генерал-лейтенант сэр Гарольд Пайман               | 1959—1965             |               |
| Генерал-майор Клод Лайардет                        | 1961—1967             | 1962—1967     |
| Генерал-майор сэр Алан Джолли                      | 1965—1968             |               |
| Генерал сэр Майкл Карвер                           | 1968—1973             | 1970—1971     |
| Генерал-майор П. Р. К. Хобарт                      | 1968—1978             | 1971—1974     |
| Генерал сэр Ричард Уорд                            | 1970—1976             | 1974—1976     |
| Генерал-лейтенант сэр Алан Тейлор                  | 1973—1980             |               |
| Генерал-майор Дж. Дж. Аллен                        | 1976—1981             | 1977—1980     |
| Генерал-майор Р. Л. Ч. Диксон                      | 1978—1983             | 1982—1983     |
| Генерал-лейтенант сэр Ричард Лоусон                | 1980—1982             | 1980—1982     |
| Генерал-майор И. Х. Бейкер                         | 1981—1986             |               |
| Генерал-майор Р. М. Джеррам                        | 1982—1988             | 1983—1985     |
| Генерал сэр Энтони Уолкер                          | 1983—1987             | 1985—1991     |
| Генерал-майор сэр Лоуренс Нью                      | 1986—1992             |               |
| Генерал сэр Джереми Блэкер                         | 1988—1994             |               |
| Имя                                                | Заместитель командира | Командир      |
| Генерал-майор Р. У. М. Макэфи                      | 1993—1994             | 1995—1999     |
| Бригадир А. Ч. И. Гэдсби                           | 1994—2000             |               |
| Генерал-лейтенант Эндрю Риджуэй                    | 1995—1999             | 1999—2006     |
| Генерал-лейтенант Дэвид Лики                       | 1999—2006             | 2006—2010     |
| Генерал-майор Питер Джилкрист                      | 2000—2008             |               |
| Генерал-майор Кристофер Деверелл                   | 2006—2010             | 2010—2015     |
| Бригадир С. Караффи                                | 2008—2010             |               |
| Бригадир П. Дж. Эллисон                            | 2010—2015             |               |
| Генерал-майор Дж. Р. Паттерсон                     |                       | 2015 — н. в.  |

## Полковая символика
Девизом полка является унаследованный с 1916 года девиз «Ничто не устрашит» (англ. Fear Naught). Полковые цвета — бурый, бордовый и зелёный, их приняли по предложению генерала Эллиса в 1917 году, в дни битвы при Камбре, для обозначения его собственного танка «Хильда», с которым Эллис возглавил Танковый корпус в атаке. Полковник Фаллер расшифровывал цвета так: «Из грязи через кровь к зелёным полям вдали» (англ. From mud, through blood to the green fields beyond). Штаб полка располагается в лагере Тидуорт (Дорсет), а в лагере Бовингтон (Дорсет) находится полковой музей.

## Униформа
Униформа Королевского танкового полка во многом отличается от униформы Британской армии и Королевского бронетанкового корпуса.

### Чёрный берет
Значительная часть оборудования и униформы британских солдат были крайне неудобными для танкового экипажа: смотровые щели были очень маленькими, поэтому солдату приходилось буквально впритык подсаживаться и наблюдать за полем боя, поэтому многие головные уборы попросту были неудобными. В мае 1918 года генерал Эллис и полковник Фаллер, обсуждая будущее Танкового корпуса и его униформу, нашли подходящее решение: Эллис взял за основу берет 70-го полка альпийских стрелков Армии Франции, который был очень удобным для танкистов, и выбрал чёрный цвет для берета, чтобы на нём не было видно следов масла. Законодательно чёрный берет как головной убор танкистов закрепил король Георг V указом от 5 марта 1924 года. Чёрный берет оставался уникальным головным убором танкистов Танкового корпуса, пока в 1940 году его не принял в качестве такового и Королевский бронетанковый корпус. В 1949 году головным убором стал голубой берет, но Королевский танковый полк оставил за собой право носить чёрные береты: никто по закону не имеет права носить чёрные береты в Британской армии, кроме солдат Королевского танкового корпуса или бойцов Беркширского и Вестминстерского драгунского эскадронов Королевского йоменства.

### Нарукавная нашивка
Нарукавная нашивка с изображением танка Mark I эпохи Первой мировой войны изображалась на рукавах униформы солдат Тяжёлой секции Пулемётного корпуса. Законодательно её закрепили 7 мая 1917 года, и она всё ещё присутствует на униформе солдат Королевского танкового полка.

### Посохи из ясеня
В Первую мировую войну офицеры часто носили с собой посохи, и для офицеров танковых войск посохи играли важную роль: с помощью посохов они проверяли землю перед танками и определяли, увязнет ли танк на поле или спокойно проедет. Особенно часто британские офицеры поступали так во Фландрии, а иногда выходили с посохами и вели за собой танковые части в бой. С целью увековечивания этих действий офицерам Королевского танкового полка дозволено носить вместо традиционной трости именно ясеневые посохи.

### Чёрный комбинезон
Традиция ношения чёрных комбинезонов солдатами полка закреплена законодательно: 13 июля 1935 года во время смотра войск королём Георгом V в Элдершоте солдаты вышли на парад в чёрных комбинезонах. В годы Второй мировой войны это не предусматривалось, но традицию ношения чёрных комбинезонов вернули в 1950-е годы.

## Старшинство
| Старший полк Лёгкий драгунский полк | Кавалерийский порядок старшинства | Младший полк Последний в Королевском бронетанковом корпусе |

## Дружественные формирования
- Канада: 12-й бронетанковый полк[англ.]
- Австралия: 1-й австралийский бронетанковый полк[англ.]
- Новая Зеландия: Королевский бронетанковый корпус Новой Зеландии[англ.]
- Новая Зеландия: Коннострелковый полк королевы Александры[англ.]
- Индия: 2-й уланский полк (конница Гарднера)[англ.]
- Пакистан: 13-й уланский полк[англ.]
- Великобритания: HMS Kent[англ.]
- Франция: 501-й танковый полк[англ.] (узы дружбы)

### Йоменство
- Дорсетский йоменский полк[англ.]
- Уэстминстерский драгунский полк[англ.] (2-й королевский танковый полк)
- Королевский девонский йоменский полк[англ.] (2-й королевский танковый полк)